# Schottische Badmintonmeisterschaft 1974
Die Schottische Badmintonmeisterschaft 1974 fand bereits vom 8. bis zum 9. Dezember 1973 in Edinburgh statt.

## Finalresultate
| Disziplin    | Sieger                       | Finalist                       | Ergebnis          |
| ------------ | ---------------------------- | ------------------------------ | ----------------- |
| Herreneinzel | Nicol McCloy                 | Robert McCoig                  | 15-7, 18-17       |
| Dameneinzel  | Joanna Flockhart             | Helen Kelly                    | 11-8, 11-1        |
| Herrendoppel | Robert McCoig Fraser Gow     | John Britton Jim Ansari        | 17-15, 15-6       |
| Damendoppel  | Helen Kelly Joanna Flockhart | Margaret Gibson Christine Weir | 15-17, 15-7, 15-6 |
| Mixed        | John Britton Christine Weir  | Fraser Gow Christine Stewart   | 15-9, 15-7        |